# Dejan Trajkovski
Dejan Trajkovski (Maribor, 1992. április 14. –) szlovén válogatott labdarúgóhátvéd.

## Pályafutása

### Klubcsapatban
Trajkovski pályafutása elején a Kovinar Maribor utánpótlás csapataiban játszott, innen került 2012-ben az NK Mariborhoz. A szlovén élvonalban 2011. július 16-án mutatkozott be, kezdőként végigjátszotta a Gorica ellen 2-1-re megnyert bajnokit. Első idényében összesen tizenöt bajnokin kapott lehetőséget, és bár a következő években három bajnoki címet és két kupát nyert a Mariborral, egyre kevesebb játékidőt kapott, így 2015 januárjában a Domžale csapatához szerződött, ahol 2018 májusáig írt alá.  Itt újból alapember lett, majd a 2016-17-es idény előtt kölcsönbe a holland Twentéhez került, akik miután első fél szezonjában elégedettek voltak a játékával, 2017 nyarán végleg megvásárolták a játékjogát. 2018 január 22-én a Puskás Akadémia igazolta le. Miután 2019 nyarán távozott a felcsúti csapattól, másfél évig nem volt klubcsapata, majd 2021 februárjában a szlovák élvonalbeli Spartak Trnavához írt alá másfél éves szerződést.

### A válogatottban
A szlovén válogatott keretébe először 2015 októberében kapott meghívást a 2016-os Európa-bajnoki selejtezők alatt. A címeres mezben 2016. november 11-én, Málta ellen mutatkozott be.

#### Mérkőzései a szlovén válogatottban
| #  | Dátum              | Ellenfél | Eredmény | Kiírás       | Esemény |
| -- | ------------------ | -------- | -------- | ------------ | ------- |
| 1. | 2016. november 11. | Málta    | 1 – 0    | Vb-selejtező | 15' 63' |

## Családja
Ikertestvére, Tadej szintén labdarúgó, kapusként szerepel csapataiban.

## Statisztika
| Szezon   | Klub        | Bajnokság  | Bajnoki mérkőzés | Bajnoki mérkőzés | Országos kupa | Országos kupa | Nemzetközi kupa | Nemzetközi kupa | Összesen      | Összesen |
| Szezon   | Klub        | Bajnokság  | Pályára lépés    | Gól              | Pályára lépés | Gól           | Pályára lépés   | Gól             | Pályára lépés | Gól      |
| -------- | ----------- | ---------- | ---------------- | ---------------- | ------------- | ------------- | --------------- | --------------- | ------------- | -------- |
| 2011–12  | NK Maribor  | Prva Liga  | 15               | 0                | 1             | 0             | 5               | 0               | 21            | 0        |
| 2012–13  | NK Maribor  | Prva Liga  | 11               | 0                | 1             | 0             | 4               | 0               | 16            | 0        |
| 2013–14  | NK Maribor  | Prva Liga  | 8                | 0                | 2             | 0             | 1               | 0               | 11            | 0        |
| 2014–15  | NK Maribor  | Prva Liga  | 1                | 0                | 0             | 0             | 0               | 0               | 1             | 0        |
| 2014–15  | NK Domžale  | Prva Liga  | 15               | 0                | 2             | 0             | —               | —               | 17            | 0        |
| 2015–16  | NK Domžale  | Prva Liga  | 28               | 1                | 4             | 0             | 2               | 0               | 34            | 1        |
| 2016–17  | NK Domžale  | Prva Liga  | 1                | 0                | 0             | 0             | 3               | 1               | 4             | 1        |
| 2016–17  | → FC Twente | Eredivisie | 11               | 0                | 1             | 0             | —               | —               | 12            | 0        |
| 2016–17  | FC Twente   | Eredivisie | 4                | 0                | 1             | 0             | —               | —               | 5             | 0        |
| Összesen | Összesen    | Összesen   | 94               | 1                | 12            | 0             | 15              | 1               | 121           | 2        |

2017. december 17-én frissítve.

## Sikerei, díjai
Maribor
- Szlovén bajnok (3): 2011–12, 2012–13, 2013–14
- Szlovén kupagyőztes (2): 2011–12, 2012–13
- Szlovén szuperkupa-győztes (3): 2012, 2013, 2014

 Zrinjski Mostar
- Bosnyák bajnok (1): 2021–22

## További információ
- Dejan Trajkovski adatlapja a szlovén labdarúgó-szövetség oldalán (szlovénül)
- Dejan Trajkovski adatlapja a Transfermarkt oldalán (angolul)
- Dejan Trajkovski adatlapja a Soccerway oldalon (angolul)
- Dejan Trajkovski adatlapja a Magyarfutball oldalán
- Dejan Trajkovski adatlapja az MLSZ Adatbank oldalán